# Chonecolea schusteri
Chonecolea schusteri là một loài rêu trong họ Chonecoleaceae. Loài này được Udar & Ad. Kumar mô tả khoa học đầu tiên năm 1982.